# Sør-Trøndelag
Sør-Trøndelag  [ˈsøːr ˈtrœndəˈlɑːɡ] (?·pàg.) va ser un comtat de Noruega que comprenia la part meridional de l'actual comtat de Trøndelag. Limitava amb l'antic comtat de Nord-Trøndelag, així com amb els comtat de Møre og Romsdal, Oppland i Hedmark. A l'oest es troba el Mar de Noruega (oceà Atlàntic), i a l'est Jämtland, a Suècia. El comtat va ser separat en una part septentrional i una de meridional pel Fiord de Trondheim. Més de 200,000 dels habitants del comtat (al voltant del 55% de la població) viuen a la ciutat de Trondheim i els seus suburbis. El dialecte noruec de la regió és el trøndersk.
Trøndelag va ser dividida en dos comtats administratius el 1804. El 2016, els consells dels dos comtats van votar a favor de fusionar-se en un sol comtat l'1 de gener de 2018.

## Nom
El nom de Sør-Trøndelag va ser creat el 1919. Significa «Trøndelag del sud».
Fins al 1919, el nom del comtat va ser Søndre Trondhjems amt. El significat d'aquest nom era «el sud de Trondhjems». (L'antic Trondhjems amt, creat el 1662, va ser dividit en dues parts el 1804. Trondhjem és la forma antiga de Trondheim).
Vegeu també Nord-Trøndelag.

## Escut d'armes
L'escut és modern (1983) - però té arrels antigues: es tracta del segell de Gaute Ivarsson (no), arquebisbe de Trondheim entre el 1475 i el 1510.

## Geografia
El fiord de Trondheim travessa el centre d'aquest comtat, tot i que a les zones costaneres s'estenen una mica més al nord. Les serralades de Dovrefjell i Trollheimen es troben al sud, mentre que la península de Fosen es troba al nord del fiord. La muntanya més alta és la Storskrymten (1985 m), que es troba a la frontera entre els comtat de Møre og Romsdal i Oppland. El seu riu més llarg és l'Orkla, que travessa tot el comtat i Hedmark.
Diversos dels millors rius de salmons d'Europa es troben al comtat, dels quals els més grans i famosos són el Gaula i l'Orklaelva. Els parcs nacionals de Dovrefjell-Sunndalsfjella, de Forollhogna, de Skarvan i de Femundsmarka es troben, totalment o parcial, al comtat.

## Història

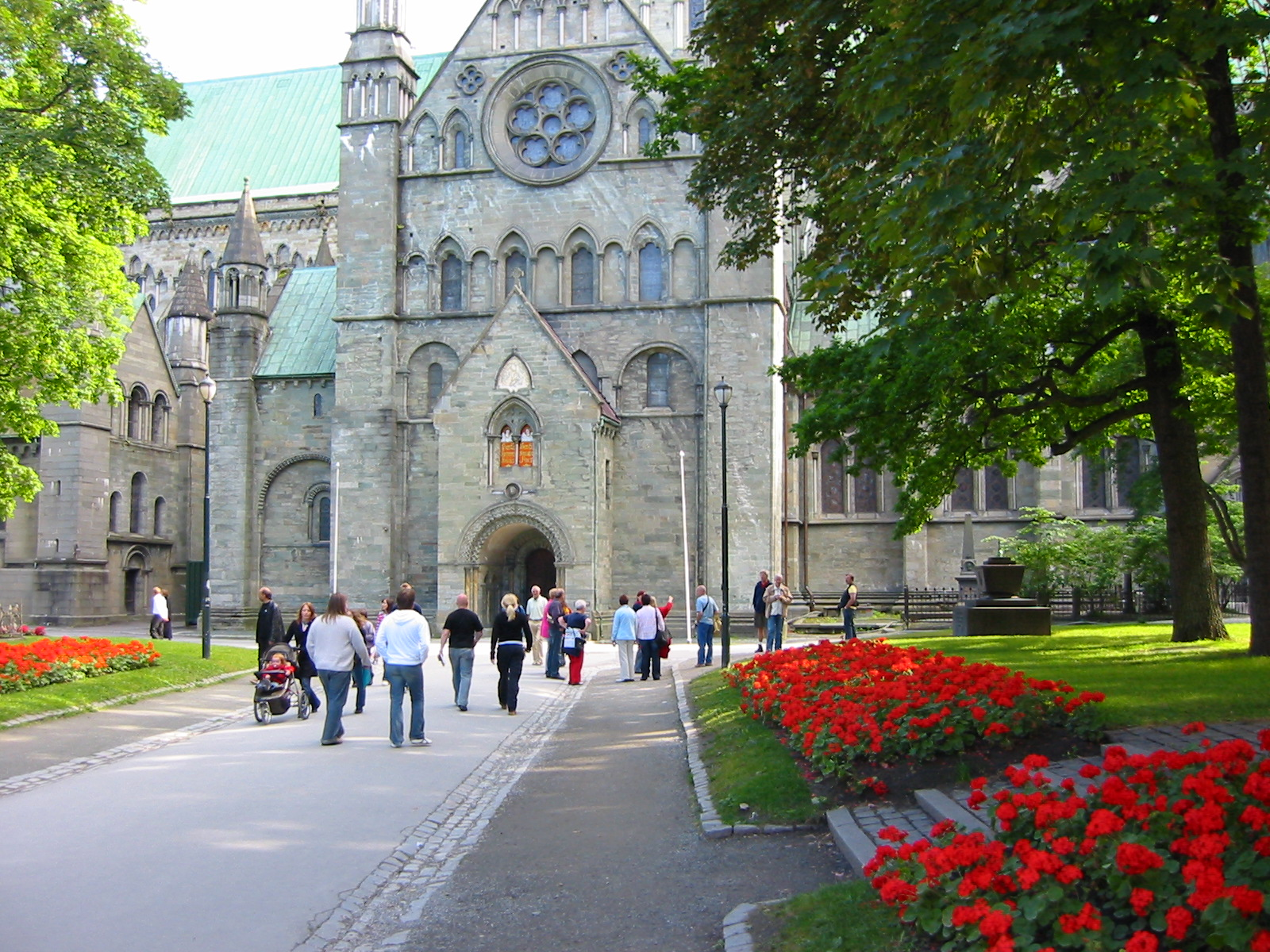
Catedral de Nidaros, Trondheim.

Les diverses escultures i peces de ceràmica demostren que aquesta regió està poblada des de fa milers d'anys. La zona als voltants del fiord de Trondheim va ser probablement el centre de poder més important de l'època dels vikings. Oretinget era una sala d'actes situada al costat del riu Nid a Trondheim que va servir com el lloc de coronació dels reis vikings com Harald I (865-933 dC) i el seu fill Haakon I el Bo. Nidaros (l'antic nom de Trondheim) fou la capital de Noruega durant l'era vikinga fins a la primera part del segle xix.
Trondheim fou la seu de l'arquebisbe durant diversos segles, i un lloc de peregrinació important després de la mort de Sant Olav el 1030.

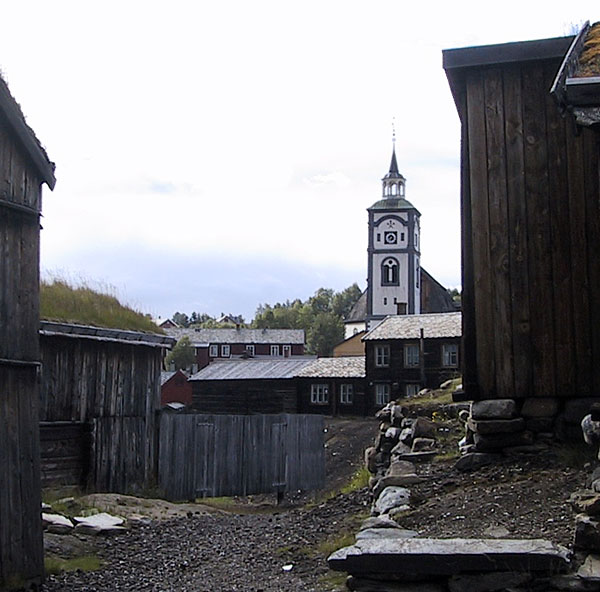
Església de Røros.

Røros, a la part sud-est del comtat, és una ciutat minera ben conservada en un altiplà de la muntanya, i és Patrimoni de la Humanitat per la Unesco.

## Economia
La mineria a Røros va durar uns 300 anys. Els incendis constants provocats per trencar la roca a les mines exigia grans quantitats de llenya; els boscos de muntanya a l'altiplà de la muntanya prop de Røros encara no s'han recuperat totalment. Al llarg de la costa, la pesca ha estat sempre important. L'agricultura ha estat i segueix sent important en tot el comtat, amb l'agricultura important més econòmica que té lloc a les valls fèrtils terres baixes, com en els municipis de Melhus, Orkdal, Skaun, Midtre Gaudal, Malvik i Trondheim, però també prop de la costa exterior, com ara a Ørland i Rissa. La ciutat de Trondheim sempre ha estat al centre d'aquesta zona, amb funcions administratives, així com la indústria a base de productes agrícoles, i més recentment d'educació, negocis d'alta tecnologia i de salut.

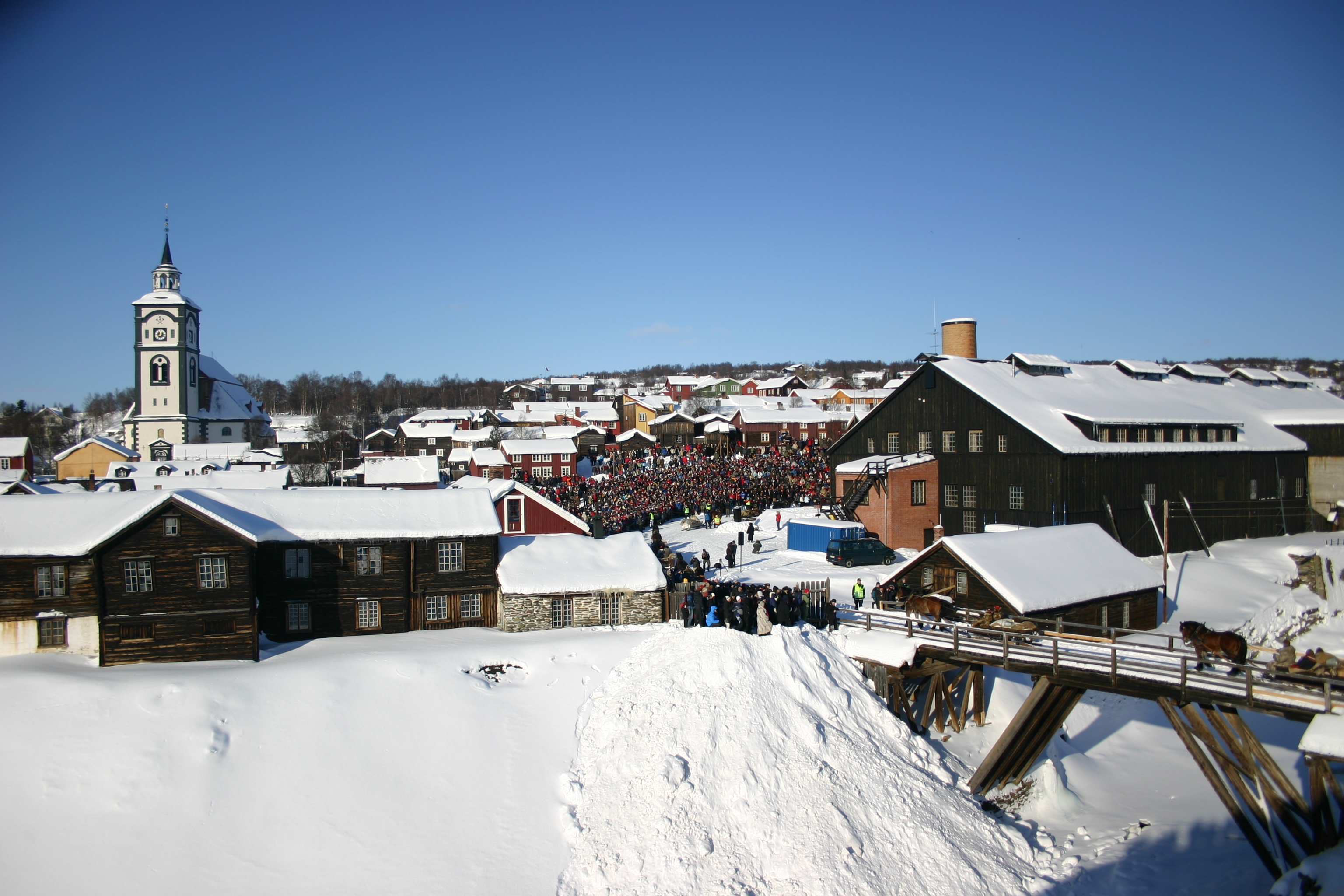
Røros el febrer del 2007

## Clima
El temps a Sør-Trøndelag està molt fixat en la direcció del vent; els vents de l'est porten sempre temps assolellat, mentre que els vents de l'oest solen portar precipitació amb un clima temperat a l'hivern i pluja fresca a l'estiu. El vent del nord-est sol portar el pitjor temps de neu a l'hivern (sovint aiguaneu o pluja a la costa). La precipitació mitjana anual varia de 2,000 mm en algunes àrees de Fosen, a 850 mm a Trondheim i 500 mm d'Oppdal. Les àrees interiors en elevacions alguna cosa més altes tenen hiverns freds amb la capa de neu fiable, mentre que les zones costaneres tenen un clima marítim, amb hiverns suaus i més ventosos. A les àrees més elevades (d'entre 1.000 i 2.000 metres) hi ha el clima clàssic d'alta muntanya, amb hiverns molt freds i estius frescos.

## Divisió administrativa
La capital i ciutat més poblada era Trondheim. El comtat es dividia en els 25 municipis següents: 
| Núm.  | Nom            | Habitants | Àrea km² |
| ----- | -------------- | --------- | -------- |
| 1     | Trondheim      | 176.008   | 324      |
| 2     | Melhus         | 14.841    | 660      |
| 3     | Malvik         | 12.550    | 162      |
| 4     | Orkdal         | 11.276    | 567      |
| 5     | Skaun          | 6.626     | 213      |
| 6     | Oppdal         | 6.603     | 2.207    |
| 7     | Rissa          | 6.442     | 590      |
| 8     | Midtre Gauldal | 6.012     | 1.817    |
| 9     | Klæbu          | 5.801     | 177      |
| 10    | Røros          | 5.576     | 1.764    |
| 11    | Ørland         | 5.121     | 73       |
| 12    | Bjugn          | 4.548     | 356      |
| 13    | Frøya          | 4.314     | 230      |
| 14    | Hitra          | 4.256     | 646      |
| 15    | Hemne          | 4.207     | 638      |
| 16    | Selbu          | 4.004     | 1.147    |
| 17    | Meldal         | 3.929     | 597      |
| 18    | Åfjord         | 3.220     | 900      |
| 19    | Rennebu        | 2.622     | 929      |
| 20    | Holtålen       | 2.064     | 1.177    |
| 21    | Agdenes        | 1.719     | 297      |
| 22    | Osen           | 1.033     | 371      |
| 23    | Roan           | 999       | 357      |
| 24    | Snillfjord     | 998       | 490      |
| 25    | Tydal          | 859       | 1.221    |
| Total | Sør-Trøndelag  | 290.547   | 18.848   |